# Gyűrűs fülőke
A gyűrűs fülőke (Mucidula mucida) a Physalacriaceae családba tartozó, Európában honos, lombos erdők korhadó fatörzsein élő, nem ehető gombafaj.

## Megjelenése
A gyűrűs fülőke kalapja 2-7 cm széles, fiatalon félgömb alakú, majd domborúan kiterül. Széle aláhajló, nedvesen a kalap harmadáig bordázott vagy ráncos. Felszíne sima, erősen nyálkás. Színe elefántcsontfehér, közepén esetleg halványokker.
Húsa vékony, puha, fehér. Íze és szaga kellemes. 
Lemezei sűrűn állók, felkanyarodók. Színe fehér.
Tönkje 4-9 cm magas és 0,5 cm vastag. Alakja hengeres, gyakran elgörbül. Színe a kalapéval egyező. Hártyás gallért visel, amely alatt felülete nyálkás és barnásszürkén pikkelykés. Legtöbbször csoportosan nő.
Spórapora fehér. Spórája gömb vagy közel gömb alakú, sima, vastag falú, mérete 15-20x 14,5-19 µm.

### Hasonló fajok
Jellegzetes gomba, színe, nyálkássága és élőhelye alapján jól felismerhető.  

## Elterjedése és termőhelye
Európában honos. Magyarországon gyakori.
Öreg, lomberdőkben, főleg bükkösökben él, ahol a pusztulófélben lévő vagy elhalt fák törzsén jelenik meg, néha több méter magasban. Az irtások tuskóin is megtalálható. Júniustól októberig terem. 
Nem mérgező, de nyálkássága és vékony kalapja miatt nincs gasztronómiai jelentősége.   

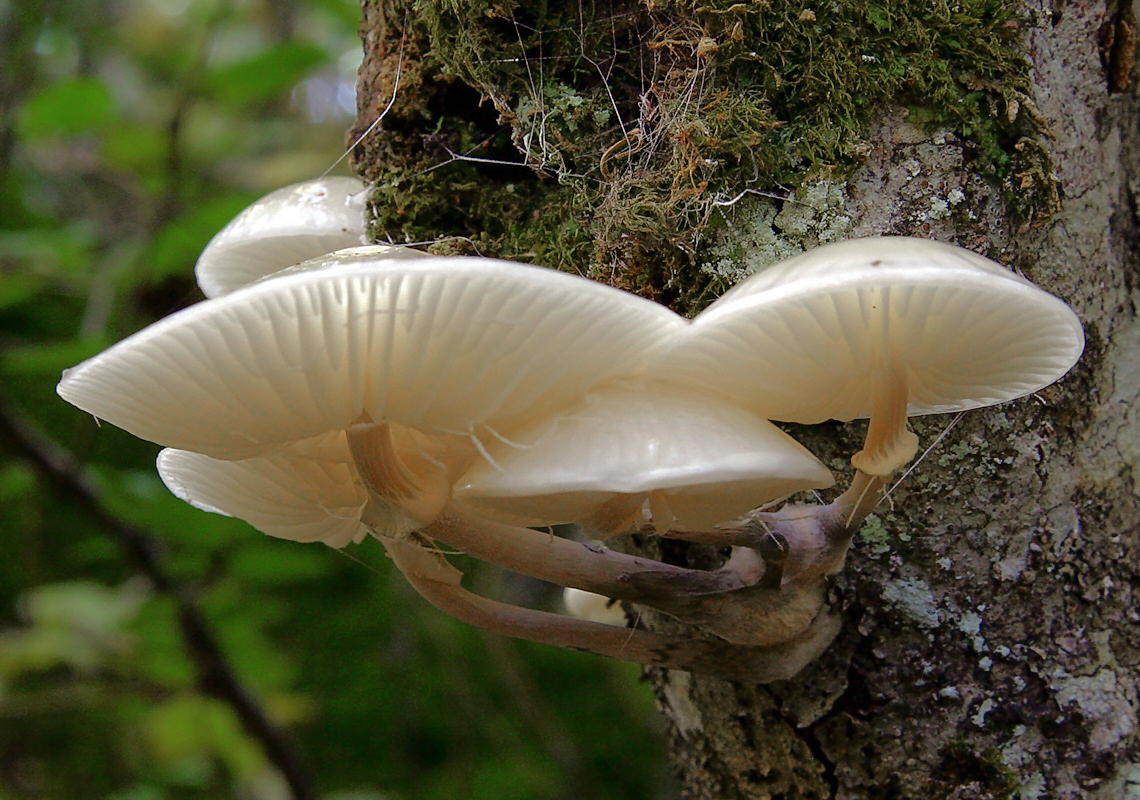
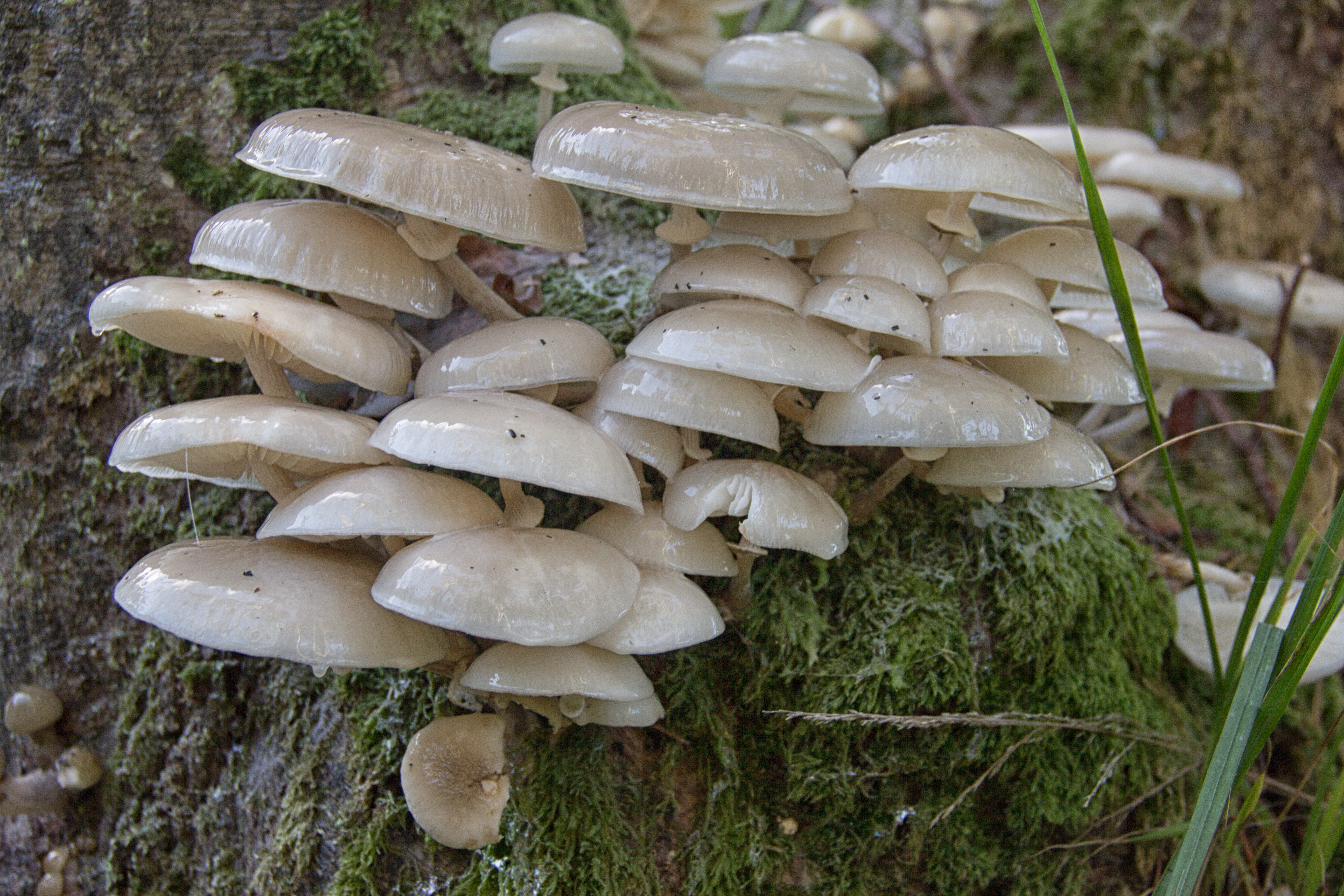
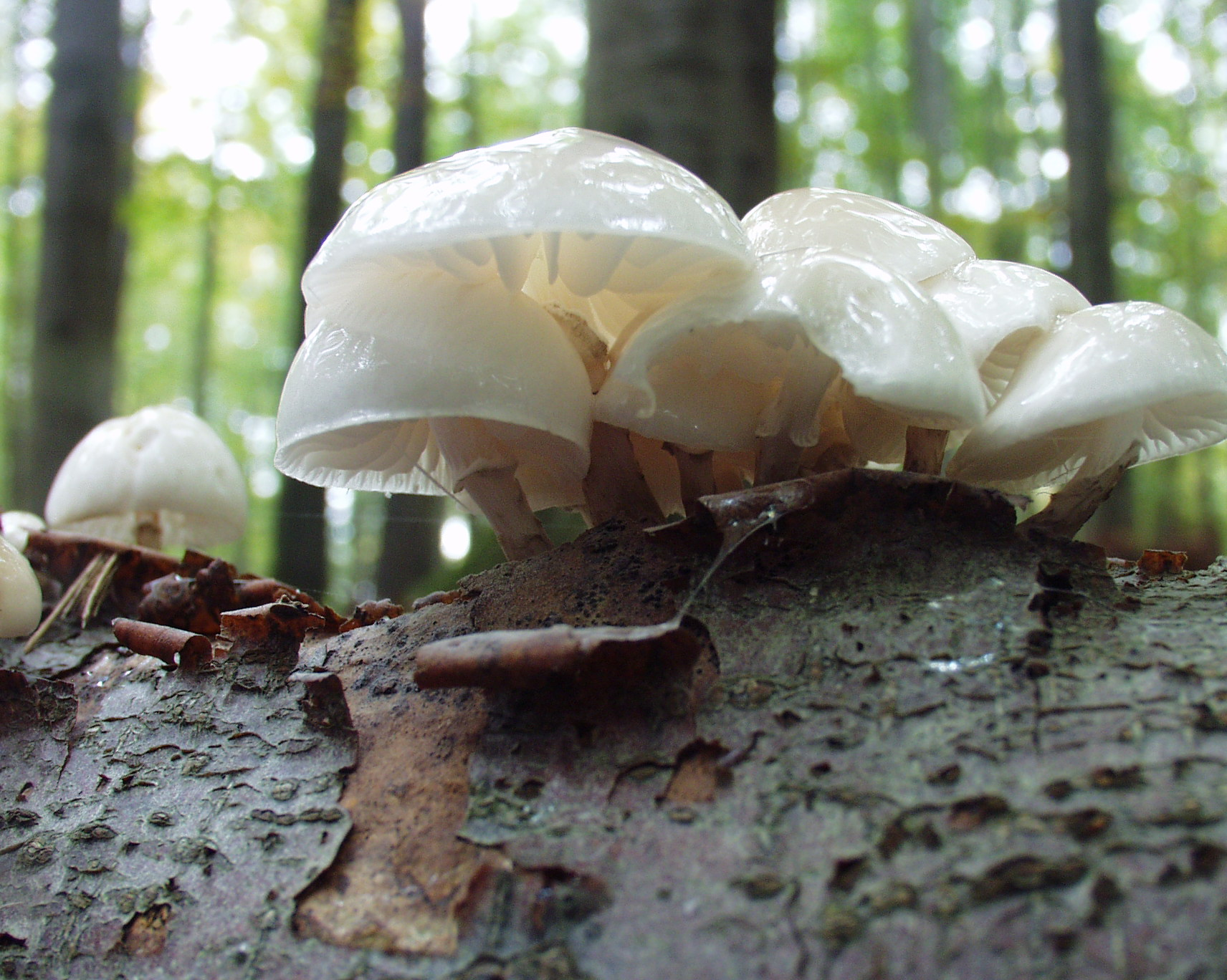
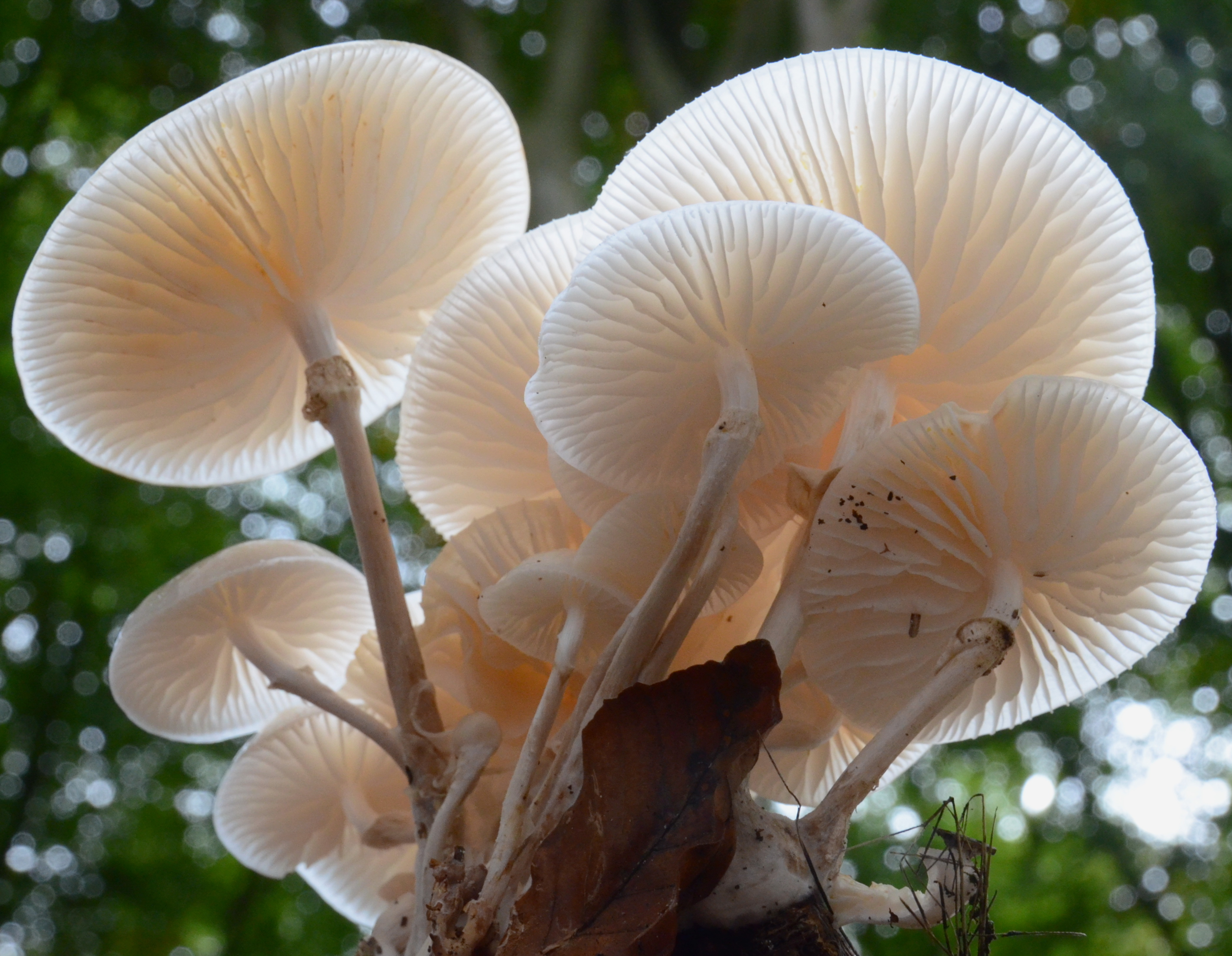
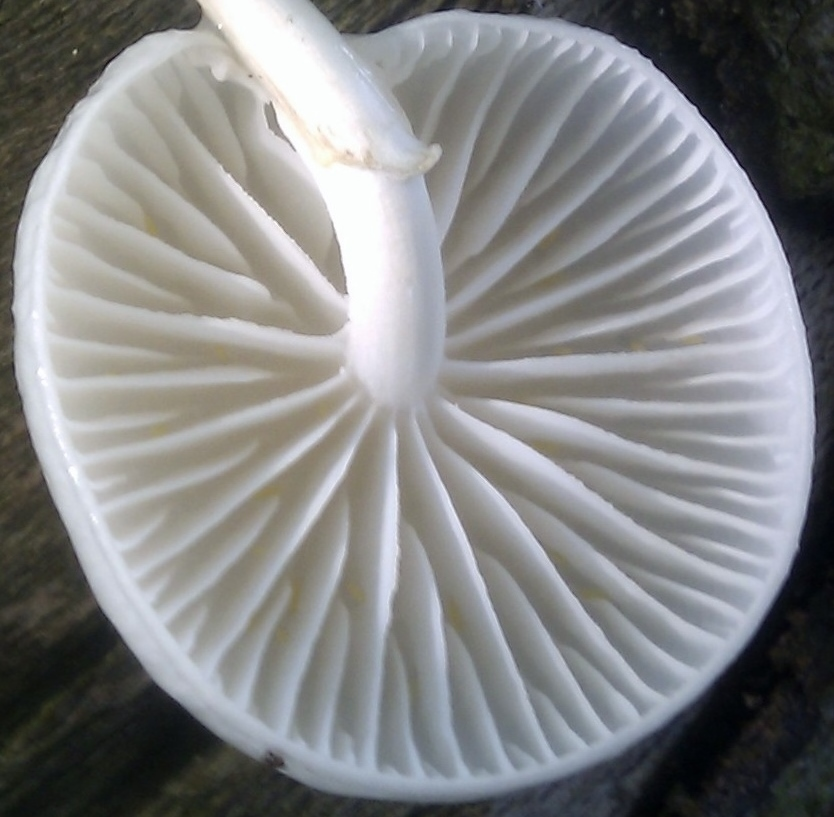